# 库尔瑟莱特
库尔瑟莱特（法語：Courcelette，法語發音：[kuʁsəlɛt]）是法国上法蘭西大區索姆省的一个市镇，属于佩罗讷区。

## 地理
库尔瑟莱特（50°3'30"N, 2°44'49"E）面积4.66 平方千米，位于法国上法蘭西大區索姆省，该省份为法国北部沿海省份，北起加来海峡省和北部省，西接滨海塞纳省和大西洋英吉利海峡，南至瓦兹省，东临埃纳省。
与库尔瑟莱特接壤的市镇（或旧市镇、城区）包括：米罗蒙、马坦皮什、勒萨尔、孔塔尔迈松、格朗库尔、波济耶尔、皮村。

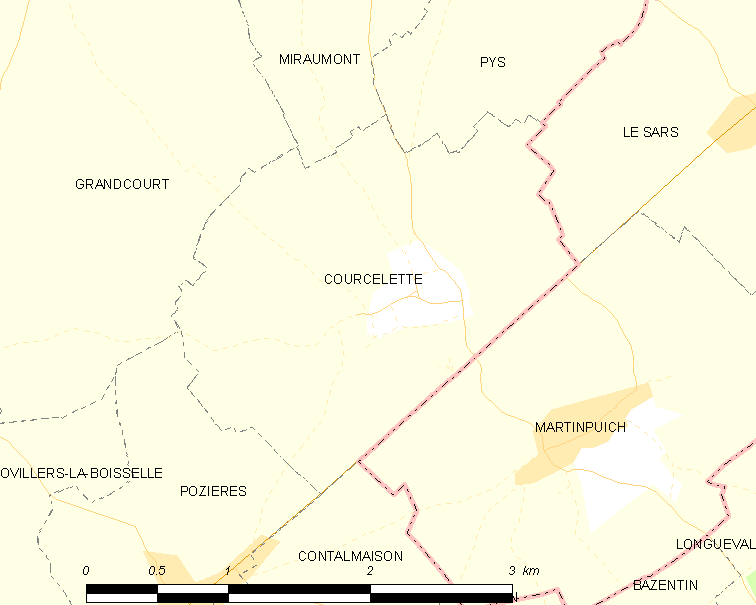
库尔瑟莱特的OSM定位图

库尔瑟莱特的时区为UTC+01:00、UTC+02:00（夏令时）。

## 行政
库尔瑟莱特的邮政编码为80300，INSEE市镇编码为80216。

## 政治
库尔瑟莱特所属的省级选区为阿尔贝县。

## 人口

1962-2008年间库尔瑟莱特人口变化图示

库尔瑟莱特于2022年1月1日时的人口数量为151人。